# 글리제 849 b

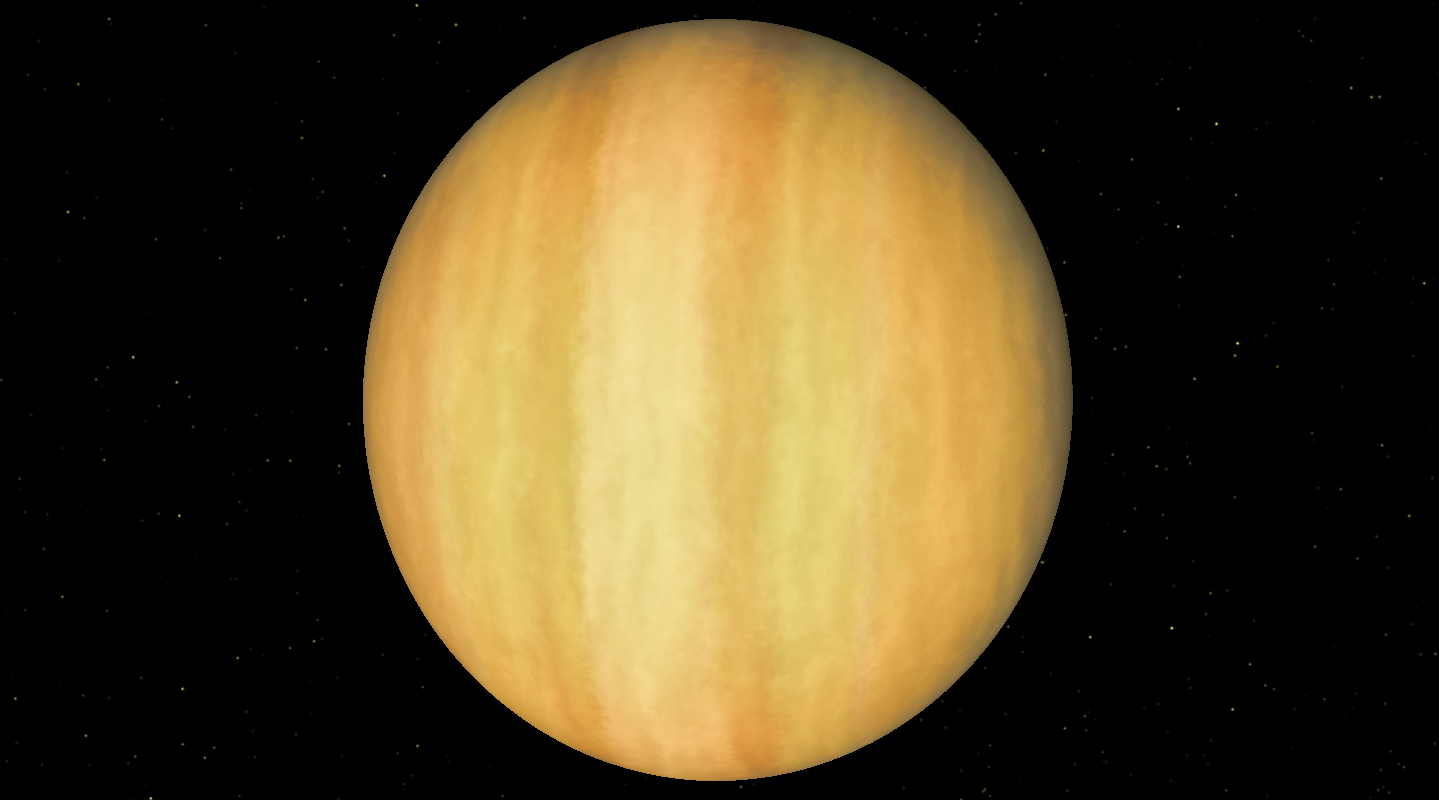

글리제 849 b는 물병자리 방향으로 지구로부터 약 29광년 떨어진 곳에 있는 외계 행성이다. 글리제 849 b는 적색 왜성을 도는 목성급 행성 중 가장 긴 공전 주기를 가지고 있는 천체이다. 이 행성의 발견 전까지 가장 긴 주기를 갖는 행성은 글리제 876 b였다. 2006년 Buccino 연구진이 도플러 분광법을 이용, 발견했다. 다만 적색 왜성 랄랑드 21185를 목성급 천체가 더 긴 주기를 가지면서 돌고 있을 가능성이 있다(아직 검증되지는 않았다). 글리제 849 행성계에 두 번째 동료 행성체가 있을 가능성이 있다.
b의 질량은 목성보다 작은데, 현재로서는 최소 질량만이 알려져 있다. 항성과의 평균 거리는 2.35 천문단위, 1회 공전에는 1890일 걸린다.

## 참고 문헌
- Butler 연구진 (2006). “A Long-Period Jupiter-Mass Planet Orbiting the Nearby M Dwarf GJ 849”. 《The Astronomical Society of the Pacific》 118: 1685–1689. doi:10.1086/510500. 2010년 12월 3일에 원본 문서에서 보존된 문서. 2009년 6월 21일에 확인함.웹 인쇄본